# Магнус, Элизабет фон
Элизабет фон Магнус, урождённая графиня Элизабет Юлиана де ла Фонтен и д’Арнонкур-Унферцагт, выступает под фамилией первого мужа (нем.  Elisabeth von Magnus, Elisabeth Juliana de la Fontaine und d'Harnoncourt-Unverzagt, 29 мая 1954, Вена) — австрийская оперная певица (меццо-сопрано). 

## Биография
Дочь дирижёра Николауса Арнонкура и скрипачки Алисы Хоффельнер-Арнонкур. Училась игре на блокфлейте в Венской консерватории, сценическому искусству – в Моцартеуме, вокалу – в Мюнхенской консерватории под руководством Герты Тёппер. Как флейтистка выступала с оркестром отца Concentus Musicus Wien. Как певица дебютировала в роли Полли в мюнхенской постановке Оперы нищих Бриттена. В 1991 впервые выступила в США с Лос-Анджелесским филармоническим оркестром под управлением Петера Шрайера, исполнившим Страсти по Матфею Баха. Участвовала в проекте Тона Копмана и Амстердамского барочного оркестра и хора, записавших все вокальные сочинения Баха. 
Концертирует с сольными вокально-драматическими программами.

## Репертуар
В широком и разностороннем репертуаре певицы – оперы и вокальные сочинения Пёрселла, Монтеверди, Вивальди, Галуппи, Перголези, Глюка, Генделя, Баха, Телемана, Гайдна, Хассе, Моцарта, Соза Карвалью, Мысливечека, Вебера, Шуберта, Иоганна Штрауса, Берга, Шостаковича (романсы на стихи Блока), Гершвина, Ирвина Берлина, Коула Портера, Курта Вайля и др.